# 사가라 요리쓰나
사가라 요리츠나(일본어: 相良 頼綱 さがら よりつな[*], 1876년 (메이지 9년) 11월 17일 - 1966년 (쇼와 41년) 12월)는 다이쇼 시대부터 쇼와 시대의 화족이자, 사가라씨 37대 당주이고, 자작이다. 히토요시번 14대 번주 사가라 요리모토의 4남이다. 어머니는 시마다 키요스케의 장녀 킨이다. 정실은 이나바 히사미치의 딸 토시코이다. 자식으로는 요리노리 (頼知), 츠나후타 (綱二), 시마코 (嶋子, 남편 사나다 코지), 미츠코 (充子, 남편 이토 쥬지로)이다.

## 약력
1892년 (메이지 25년) 7월, 가쿠슈인 초등학교과를 졸업, 외국어 학교에 진학했다. 나중에 산림학을 배웠다. 제실 임야 관리국 기수로 채용되었다. 사직 후, 산림을 관리했다. 1924년 (다이쇼 13년), 양아버지 요리츠구의 사망에 따라, 가독을 상속했다. 1954년 (쇼와 29년), 히토요시시 명예 시민 제1호가 되었다. 묘소는 사가라씨 대대로의 보리사인 겐세이지이다. 

## 작위
- 1902년 (메이지 35년) 4월 30일 - 종5위
- 1924년 (다이쇼 13년) 5월 15일 - 종4위
- 1945년 (쇼와 20년) 1월 15일 - 어문이 그려진 목재 술잔

| 전임 사가라 요리츠구 | 제2대 히토요시 사가라가 자작 1924년 - 1947년 | 후임 화족령 폐지 |

| 전임 사가라 요리츠구 | 제37대 사가라가 당주 1924년 - 1966년 | 후임 사가라 요리노리 |